# 浙江龍屬
浙江龍屬（屬名：Zhejiangosaurus）是結節龍科恐龍的一屬，化石發現於中國浙江省麗水市聯城鎮的朝川組，年代為上白堊紀的森諾曼階。
模式種是麗水浙江龍（Z. lishuiensis），是由呂君昌所領導的中國與日本科學家在2007年所敘述、命名。

## 化石材料
浙江龍的正模標本（編號M8718）為一個部份骨骸，包含薦骨與8節脊椎、完整的右腸骨、部分左腸骨、完整的右恥骨、右坐骨的近側末端、兩個完整的後肢、14節尾椎、以及一些無法鑑定的骨頭。

## 分類系統
在2007年，吕君昌等人發現浙江龍屬於甲龍下目的結節龍科。在2011年的甲龍類研究，認為中原龍、遼寧龍不屬於結節龍科，因此浙江龍是目前的唯一亞洲結節龍科恐龍。